# رقروق كروي الكأس
الرقروق كروي الكأس أو الخشين أو الرعل (باللاتينية: Helianthemum sphaerocalyx ) نوع نباتي يتبع جنس الرقروق من الفصيلة القريضية.

## الموئل والانتشار
النبات واطن في مصر وليبيا.